# 5,7 × 28 mm
Die Patrone 5,7 × 28 mm ist eine von der belgischen FN Herstal SA entwickelte Munition für Handfeuerwaffen. Diese ab etwa 1985 entwickelte Munition entspricht neuen taktischen Erfordernissen von Militär und Polizei und soll auf Entfernungen unter 200 m die Vorteile von Pistolen- und Gewehrmunition vereinen. Das sind vor allem geringer Rückstoß, hohe Magazinkapazität, hohe Durchschlagskraft gegen Schutzwesten und geringe Umfeldgefährdung.

## Geschichte

### Grundlagen für die Entwicklung

Penetrationsvermögen der 5,7 × 28 mm im Vergleich zur 9 × 19 mm

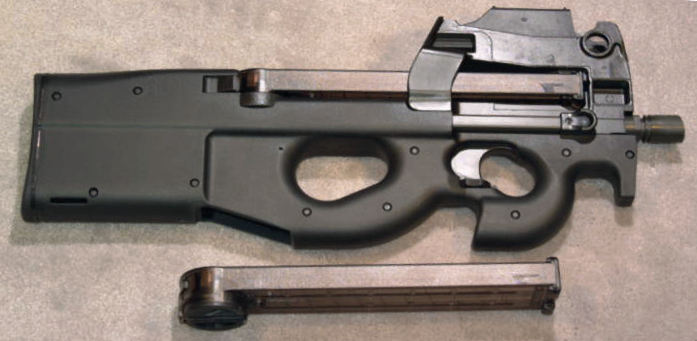
PDW FN P90, darunter ein 50-Schuss-Magazin

Grundlage der Entwicklung war die Erkenntnis, dass die in Pistolen und Maschinenpistolen verwendete Munition 9 × 19 mm die meisten Splitterschutzwesten und Leichtschutzwesten nicht durchschlagen kann. Einfache zuschießende Maschinenpistolen sind außerdem auf realistische Kampfentfernungen bis 200 m zu unpräzise. Gleichzeitig sind Gewehre für Patronen 5,56 × 45 mm für Militärpersonal wie Fahrer oder Geschützbedienungen wegen ihrer Länge und ihres Gewichts zu unhandlich.
Bereits 1979 wurde in der Sowjetunion die Patrone 5,45 × 18 mm PMT entwickelt. Diese Pistolenpatrone wirkte wie eine verkleinerte Ausführung der für das AK-74 entwickelten Munition 5,45 × 39 mm. Sie hatte entscheidende Vorteile gegenüber der bis dahin verwendeten 9 × 18 mm Makarow. Ihr Geschoss war in der Lage, 55 Lagen Kevlar zu durchdringen.
Westliche militärische Nutzer wünschten eine Reichweite von 150 m mit hoher Trefferwahrscheinlichkeit bei Feuerstößen sowie eine Penetrationsfähigkeit von Kevlar-Splitterschutzwesten und Leichtschutzwesten aus Titan-Kevlar-Verbund (Crisat-Westen). Die Geschosse sollten eine flache Flugbahn und hohe Mannstoppwirkung haben. Gleichzeitig sollten sie den Gegner nicht durchschlagen, um Unbeteiligte möglichst wenig zu gefährden und Einrichtungen nicht zu beschädigen. Für die dazugehörigen Waffen wurde unter anderem eine ständige Trage- und schnelle Einsatzbereitschaft bei geringer Behinderung des Waffenträgers während anderer Tätigkeiten sowie ein geringes Gewicht und eine Dauerfeuereinrichtung gefordert.
Als Resultat informeller Anfragen an die Industrie investierten FN und die französische Giat (heute Nexter) in die Entwicklung neuer Munition, die die Durchschlagsleistung der 9 × 19 mm übertreffen sollte. Während Giat nur eine neue Patrone im Format 5,7 × 22 mm entwickelte, konstruierte FN gleichzeitig die neue Patrone 5,7 × 28 mm und die dafür passende Maschinenpistole FN P90. Die Waffe wird auch als „Personal Defence Weapon“ (persönliche Verteidigungswaffe) bezeichnet, da sie sich an den Anforderungen des 1986 von der United States Army Infantry School in Fort Benning veröffentlichten Dokuments „Smalls Arms System 2000“ orientiert, das eine als OPDW (Objective Personal Defense Weapon) bezeichnete Waffe definiert.
Ein erstes Hindernis für die Einführung der neuen Waffe und Munition war die logistische Versorgung. Für Pistolen wäre weiterhin zusätzliche Munition nötig gewesen. Die Präsentation der Pistole Five-SeveN im Sommer 1996 ermöglichte nun – zumindest theoretisch – alle Pistolen und Maschinenpistolen gegen Waffen im Kaliber 5,7 × 28 mm auszutauschen.
Die Munition stellen unter anderem Winchester-Olin (USA) und Fiocchi (Italien) her, verkauft wird sie jedoch unter dem Label „FN“. Ein weiterer Produzent ist die britische UTM Ltd. als Hersteller von Trainingsmunition.

### Die Geschossentwicklung

#### Schutzrechte
Im Jahre 1989 meldete FN ein Hochleistungsprojektil für Handfeuerwaffen in mehreren Staaten zum Patent an. Prioritätsanmeldung war BE8801362 vom 5. Dezember 1988 (20 Jahre Patentlaufzeit ab Prio-Datum).

„Projektil mit geringem Rückstoß und erhöhter Durchschlagskraft, hauptsächlich aus mindestens zwei Teilen bestehend, insbesondere einem hohlen Mantel (2) aus einem harten Material und einem Kern (3) aus einem starren Material mit einer geringeren Dichte als der Mantel, dadurch gekennzeichnet, daß die Verhältnisse der Längen der Projektilbestandteile wie folgt sind: […]“

#### Energie & Impuls

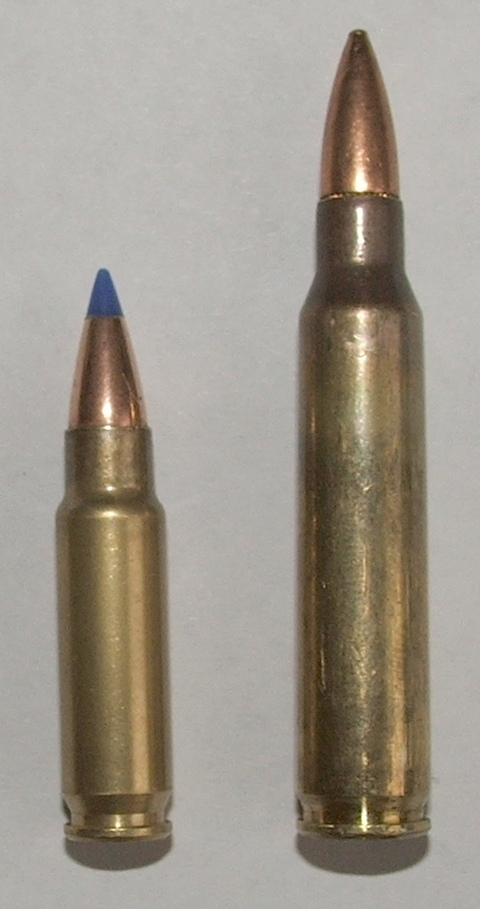
Größenvergleich zwischen der 5,7 × 28 mm und der 5,56 × 45 mm.

Die Wirkung eines Geschosses hängt davon ab, wie viel Bewegungsenergie in kürzester Zeit auf das Ziel abgeben werden kann. Die kinetische Energie {\displaystyle E_{\text{kin}}} berechnet sich nach der Formel
{\displaystyle E_{\text{kin}}={\frac {1}{2}}\cdot m\cdot v_{\text{r}}^{2}}
mit
{\displaystyle m}: Projektilmasse
{\displaystyle v_{\text{r}}}: verbliebene Geschossgeschwindigkeit kurz vor dem Auftreffen
und sollte also möglichst groß sein. Der Rückstoß, physikalisch genauer der Impuls, wirkt sich negativ auf die Präzision und die Fähigkeit zum Abgeben von gezielten Feuerstößen aus. Dabei wirkt er sich je nach Gewicht der Waffe, dem Verschlusstyp sowie der in der Waffe für den Nachladevorgang verbrauchten Energie unterschiedlich stark aus.
Der Rückstoßimpuls {\displaystyle p_{\text{r}}} berechnet sich näherungsweise nach der Formel
{\displaystyle p_{\text{r}}=v_{0}\cdot (m+1{,}75c)}
mit
{\displaystyle v_{0}}: Mündungsgeschwindigkeit des Projektils,
{\displaystyle m}: Projektilmasse und
{\displaystyle c}: Pulvermasse (englisch charge)
und sollte möglichst klein sein. Hier ist zu erkennen, dass der Rückstoß direkt proportional zur Masse und zur Geschwindigkeit ist, wohingegen die Bewegungsenergie abhängig von Masse und dem Quadrat der Geschwindigkeit ist. Damit ist aufgezeigt, dass eine hohe kinetische Energie ({\displaystyle E_{\text{kin}}}) nicht mit einem niedrigen Rückstoßimpuls ({\displaystyle p_{\text{r}}}) vereinbar ist. Weil aber die Geschwindigkeit bei der Bewegungsenergie im Quadrat eingeht, beim Impuls aber nur proportional, ist eine Strategie, bei gleichem Impuls Gewicht durch Geschwindigkeit zu tauschen, um bei gleichem Rückstoß mehr Energie in ein kleineres Projektil zu geben.
Am Beispiel der FN-Munition wird dies gelöst durch eine eher langgezogene Projektilform (Verhältnis von Länge zu Durchmesser ca. 3–6), die vorne spitz zuläuft und daher aerodynamische Vorteile hat. Der Luftwiderstand ist damit reduziert und im Verlauf der ballistischen Kurve wird wenig Energie verloren, was für die gleiche Zielwirkung eine geringere Mündungsgeschwindigkeit und damit auch kleinere Pulverladung zulässt. Zudem ist das Projektil zweiteilig: eine harte Schale mit höherer Dichte (z. B. Kupfer oder Stahl) und ein Kern, der mit einem leichteren Material (z. B. hochfester Kunststoff) verfüllt wird. Im Gegensatz zu einem Vollmantelgeschoss ist es leichter, d. h. der Rückstoß ist geringer, da auch die Pulverladung bei geforderte Beschleunigungswirkung kleiner ausfallen kann.

#### Zielballistik
Mit dem neuen Geschoss sollten diese Gegensätzlichkeiten minimiert werden. Gleichzeitig sollte sich das Geschoss beim Auftreffen auf ein weiches Ziel nicht verformen und nicht zerlegen. Grundlage hierfür ist neben dem Geschossmaterial und einer entsprechenden Schwerpunktverschiebung gegenüber herkömmlichen Geschossen mit Bleikern die Gesamtgeometrie des Geschosses mit einem Verhältnis von Kaliber zur Länge zwischen 3 und 6. Gleichzeitig wird das Geschoss in einem weichen Medium instabil und überschlägt sich. Durch seine hohe Geschwindigkeit behält es jedoch eine hohe Eindringtiefe.

## Leistungswerte
Das Geschoss der Patrone 9 × 19 mm durchschlägt einen 30 cm starken Block aus ballistischer Gelatine und gibt in ihm nur etwa 70 % seiner Energie an das Zielmedium ab. Dieses bedeutet eine geringe Aufhaltekraft (Mannstoppwirkung) und gleichzeitig eine Gefährdung für Personen und Objekte hinter dem Ziel. Das Geschoss der Patrone 5,7 × 28 mm gibt seine Energie auf 25 cm bis 30 cm vollständig ab. Es besitzt aus der P90 auf 200 m mit etwa 230 Joule nur zwei Drittel der Energie des 9-mm-Geschosses. Auf 800 m können die rund 90 Joule eines 9-mm-Geschosses noch tödlich wirken. Die Energie des 5,7-mm-Geschosses hat sich bis dahin auf 44 Joule verringert.
Zu den Vorteilen der neuen Munition gehört, dass sie mit 19,2 Nm/s nur die Hälfte des Rückstoßes des Kalibers 5,56 × 45 mm (39 Nm/s) und nur zwei Drittel des Rückstoßes der 9 × 19 mm (etwa 27 Nm/s) erzeugt, also wesentlich einfacher zu handhaben ist.
Nach Presseberichten soll es durch den geringen Rückstoß möglich sein, die P90 einhändig im Dauerfeuermodus zu schießen. Auch soll sich das Schießen mit der Pistole FN Five-seveN ähnlich dem Schießen mit einer Kleinkaliberwaffe anfühlen.
Ein weiterer Vorteil ist die sehr flache Flugbahn. Auf 200 m Entfernung fällt das Geschoss nur um 16 cm. Ein 9-mm-Geschoss fällt auf diese Entfernung um mehr als 50 cm. Der Schütze muss also weniger Korrekturen an der Zieloptik vornehmen.

## Laborierungen

### SS90

Maximalabmessungen der 5,7 × 28 mm gemäß C.I.P.

Bei der SS90 handelt es sich um eine Patrone aus der Entwicklungsphase der Munition, die auf dem Patent aus dem Jahre 1989 beruht. Es wurde ein sehr leichtes Vollmantelgeschoss mit Polymerkern benutzt, das nur 1,5 g (23 grain) wog. Die Entwicklung wurde 1994 eingestellt, als sich zeigte, dass die Munition mit dem SS190-Geschoss nicht nur präziser und durchschlagskräftiger gegenüber Schutzwesten war, sondern durch die kürzere Bauweise (Geschosslänge und Setztiefe) auch besser für die Pistolen vom Typ Five-SeveN geeignet war.

### SS190
Die SS190-Munition mit Vollmantelgeschoss (FMJ, englisch full metal jacket) wird als armor piercing (AP, deutsch „panzerbrechend“) bezeichnet und ist entwickelt worden, um Schutzwesten zu durchschlagen. Das Geschoss der SS190 hat einen Aluminiumkern, vor dem sich ein Penetrator aus Stahl befindet. Damit ist der Aufbau fast identisch mit der SS109-FMJ-Munition für Gewehre im Kaliber 5,56 × 45 mm, bei der lediglich ein anderes Material für den Kern benutzt wird. Dabei befindet sich unter dem Stahlmantel des Geschosses, hinter einem kleinen Hohlraum, ein 55 Brinell harter Stahlkern. Hinter diesem wiederum befindet sich ein leichtes Aluminiumstück, das den Geschossmantel ausfüllt. Dadurch ist der Schwerpunkt, gegenüber anderen Geschosskonstruktionen, verschoben. Als Ergebnis durchdringt die spitze Form auch Kevlarpanzerungen und Fahrzeugteile. Querschläger an Wänden und Böden werden vermieden, da das Geschoss auch beim Auftreffen im flachen Winkel in das Material eindringt und hier seine Energie abgibt. In weichen Zielen wird das Geschoss oft instabil und überschlägt sich durch den verlagerten Schwerpunkt. Hierdurch wird viel Energie abgegeben und ein Durchschuss – auf Kosten eines größeren Wundkanals – vermieden.
Laut FN Herstal durchdringt das Geschoss Leichtschutzwesten, jedoch keine Schutzwesten der Klasse III, die auch Munition im Kaliber 5,56 × 45 mm nicht mehr durchdringt. In Gelatineblöcken erreicht das Geschoss eine Eindringtiefe von 250 mm bis 330 mm. Das forensische Labor der Royal Canadian Mounted Police Academy testete die Munition in verschiedenen Versuchsanordnungen, unter anderem mit Kleidung und mit Schutzbekleidung der Klasse II. Die Eindringtiefe betrug durchschnittlich 264 mm bei einer Wundhöhle mit Durchmessern bis zu 91 mm. Tests durch Gary K. Roberts zeigten Eindringtiefen von durchschnittlich 300 mm. Diese Eindringtiefe wird von Kritikern bemängelt, da das FBI eine minimale Eindringtiefe von 300 mm in 10%iger ballistischer Gelatine fordert. Diese Forderung des FBI berücksichtigt jedoch nicht die insgesamt höhere Energieabgabe des Geschosses im Vergleich zu anderen Geschosskonstruktionen.

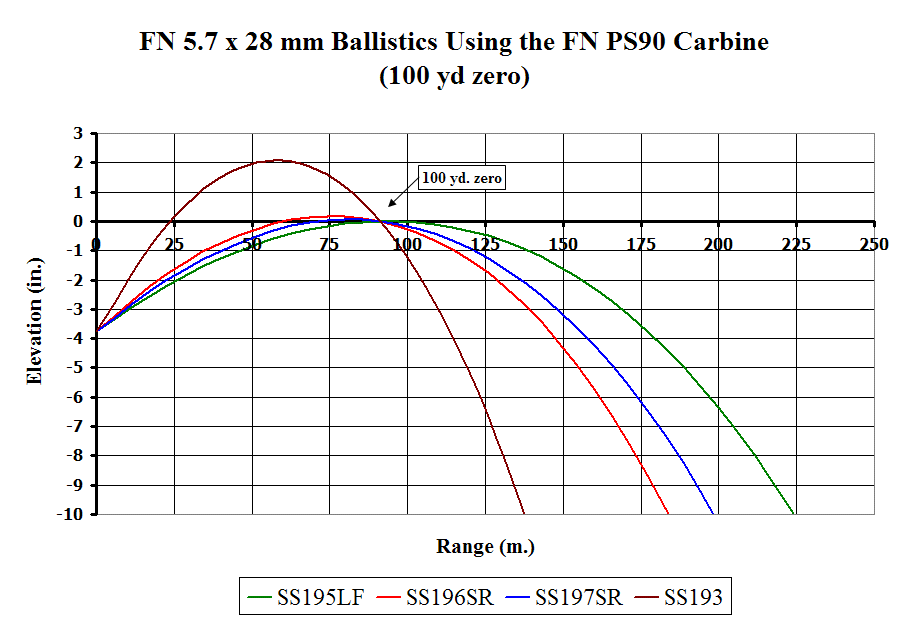
Flugbahnkurve verschiedener Laborierungen

Eine Variation dieser Munition ist die L191-Leuchtspurmunition. Chemikalien am Boden des Geschosses erzeugen eine rund 200 m weit sichtbare Leuchtspur. Die ballistischen Daten sind mit der SS190-Munition fast identisch, so dass man sie gemischt laden kann. L191-Munition ist durch eine rote Spitze gekennzeichnet.

### SB193-Unterschallmunition
Die Unterschallmunition besitzt ein 3,6 g (55 grains) schweres Geschoss des Typs Sierra Game King FMJBT (Full Metal Jacket Boat Tail = „Vollmantelgeschoss mit Bootsheck“), das auch für die Jagd auf Raubzeug und ähnliche Kleintiere benutzt wird. Da die Munition keinen Überschallknall erzeugt, ist sie im Zusammenspiel mit einem Schalldämpfer leiser. Dieses bietet dem Schützen taktische Vorteile, da er sowohl in Gebäuden als auch im freien Gelände nur schwer lokalisiert werden kann.

### SS195LF
Als Hohlspitzmunition wurde ursprünglich die Patrone SS192 angeboten. Es kam jedoch eine Diskussion auf, ob sie in der Lage ist, Schutzwesten zu durchschlagen, und damit als armor piercing (deutsch „panzerbrechend“) zu verbieten ist. Das ATF stellte für die Nachfolgevariante SS195LF fest, dass es sich nicht um panzerbrechende Munition handelt und diese nicht in der Lage ist, Leichtschutzwesten der Klasse IIa zu durchschlagen.
Ein Vorteil der Patrone SS195LF ist, dass sie umweltverträglich ist. Dem gegenüber besaß die ursprüngliche Munition ein 1,8 g schweres Blei-Hohlspitzgeschoss mit Aluminiumkern. Als LF (Lead Free = „bleifrei“) bezeichnet, unterscheidet sich das neue, 1,77 g (28 grains) schwere Geschoss mit Kupfermantel im Aussehen nicht vom Vorgänger. Eine Unterscheidung kann man nur am Zündhütchen vornehmen. Diese sind bei der bleifreien Munition silberfarben.
Ebenfalls nicht mehr produziert wird die Variante T194 Training mit grüner Geschossspitze. Ihre Produktion wurde 2002 eingestellt.

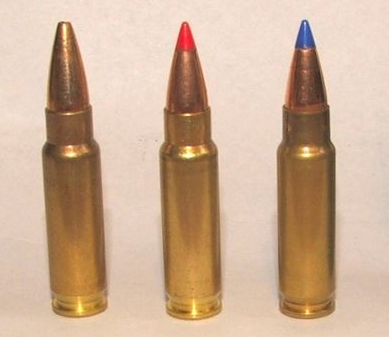
Zivile Varianten der Munition: SS195LF, SS196SR, SS197SR (von links nach rechts)

### SS197SR
Die als Sporting Round (SR) bezeichneten Munition produziert Fiocchi vor allem für zivile Anwendungen. Sie besitzt ein 2,6 g (40 grains) schweres Hornady-V-Max-Geschoss mit Polycarbonatspitze, dessen Spitze blau eingefärbt ist. Vorläufer war die SS196SR mit roter Spitze. Ein wichtiger Unterschied zwischen den Patronen SS196SR und SS197SR ist die etwas stärkere Ladung der neuen Munition, die eine höhere Mündungsgeschwindigkeit bewirkt. Entwickelt wurden die Sportpatronen, da der Patrone SS192 nachgesagt wurde, dass sie Schutzwesten durchschlagen kann. Dieses wurde von offizieller Seite nicht nachgewiesen. Um einem möglichen Verbot der Munition auf dem Zivilmarkt jedoch zuvorzukommen, wurde die SS196SR entwickelt, die über ein schwereres, also auch langsameres Geschoss verfügt. Damit war sichergestellt, dass diese Munition auch unter ungünstigen Bedingungen keine Schutzwesten durchschlagen kann. Der genau gegenteiligen Weg wurde mit der Entwicklung der SS198-Patrone gegangen.

### SS198
Bei der SS198 handelt es sich um Munition des Typs SS195LF mit stärkerer Ladung, also höherer Mündungsgeschwindigkeit und Durchschlagskraft in Bezug auf Schutzwesten. Sie wird von FN Herstal nur an das Militär und Polizeibehörden verkauft.

### Man-Marker Round (MMR)
Das britische Unternehmen Ultimate Training Munitions stellt unter der Bezeichnung „Man Marker Round: UTM MMR/5.56mm“ unterkalibrige Patronen für Gefechtsübungen her. Dabei besteht die Patronenhülse aus Aluminium. Diese enthält zwei Zündhütchen und keine weitere Treibladung. Das erste Zündhütchen dient der Initialzündung der Patrone und der Auslösung des Verschlussrücklaufs, also des Nachladevorgangs. Das zweite Zündhütchen treibt das 0,45 g schwere Projektil aus dem Lauf. Hierbei handelt es sich um eine ungiftige Substanz auf Basis von Wachs, die bei Treffern Farbe an die Auftreffstelle abgibt. Dabei zerplatzt das Geschoss nicht wie beim Paintball-Spiel, sondern kann auch – wie mit einem Tintenstift – Streifschüsse anzeigen. Vor der Schussabgabe wird das Geschoss durch eine weiße Kunststoffhülle geschützt.
Die Mündungsgeschwindigkeit beträgt etwa 102 m/s, die Mündungsenergie 2,3 Joule. Aufgrund der geringen Geschossenergie beträgt die Trefferstreuung auf 10 m schon 50 mm, und die effektive Reichweite wird mit 30 m angegeben.

### Sonstige
Zu Übungs- und Trainingszwecken gibt es sowohl Platzpatronen als auch sogenannte Dummys, die weder über Geschoss noch Treibladung verfügen und an denen die Waffenhandhabung gefahrlos geübt werden kann.

## Übersichtstabelle
| Geschossgewicht | 2,1 g             | 2,1 g                | 1,8 g             | 3,6 g           | 1,8 g        | 2,6 g          | 2,6 g     | 1,7 g                |
| v0 (P90) | 716 m/s           | 716 m/s              | 701 m/s           | 305 m/s         | 701 m/s      | 549 m/s        | 549 m/s   | 751 m/s (16" Lauf)   |
| E0 (P90) | 538 Joule         | 538 Joule            | 447 Joule         | 163 Joule       | 447 Joule    | 393 Joule      | 461 Joule | 493 Joule (16" Lauf) |
| Geschosstyp | FMJ „AP“          | FMJ Tracer           | JHP               | FMJBT           | JHP          | V-Max          | V-Max     | JHP                  |
| effektive Kampfentfernung | 200 m             | 200 m                | 200 m             | 100 m           | 200 m        | 150 m          | 150 m     | 200 m                |
| Farbcode | ohne oder schwarz | rot oder rot/schwarz | bronzefarbenes ZH | weiß/grau       | silbernes ZH | rot            | blau      | grün                 |
| Verkaufsbeschränkungen von Seiten des Herstellers                                                                                | Polizei/Militär   | Polizei/Militär      | Prod. eingest.    | Polizei/Militär | ohne         | Prod. eingest. | ohne      | Polizei/Militär      |
| Werte für die Maschinenpistole FN P90. Aus Pistolen Five-SeveN sind die Werte auf Grund des kürzeren Laufs niedriger.            |                   |                      |                   |                 |              |                |           |                      |
| FMJ = Vollmantelgeschoss, JHP = Hohlspitzgeschoss, ZH = Zündhütchen, V-Max = Geschosstyp des Herstellers Hornady                 |                   |                      |                   |                 |              |                |           |                      |
| v0 = Geschwindigkeit an der Laufmündung, E0 = Energie des Geschosses an der Laufmündung, Prod. eingest. = Produktion eingestellt |                   |                      |                   |                 |              |                |           |                      |

## Waffen und Einsatz
Die SS190, als Standardmunition für Militär und Polizei, wurde für das Geschehen auf dem modernen Gefechtsfeld entwickelt, auf dem Soldaten Schutzwesten tragen und Pistolen sowie Maschinenpistolen ineffektiv sind. Zu den Waffen, die für diese Munition eingerichtet sind, gehört eine ebenfalls von FN entwickelte Waffenfamilie, die aus der Pistole Five-seveN, der FN P90 PDW und dem FN PS90 Karabiner besteht. Weiterhin gibt es seit 2019 die Ruger-57. Unter der Bezeichnung AR-57 gibt es ein Wechselsystem für die Karabiner vom Typ M16/AR-15. Hierbei kann das 50-Schuss-Magazin der P90 – ebenfalls an der Waffenoberseite – benutzt werden. Die leeren Hülsen werden durch den nicht mehr benötigten Magazinschacht ausgeworfen. ST Kinetics entwickelt eine Kombination aus PDW und 40-mm-Mehrfachgranatwerfer.

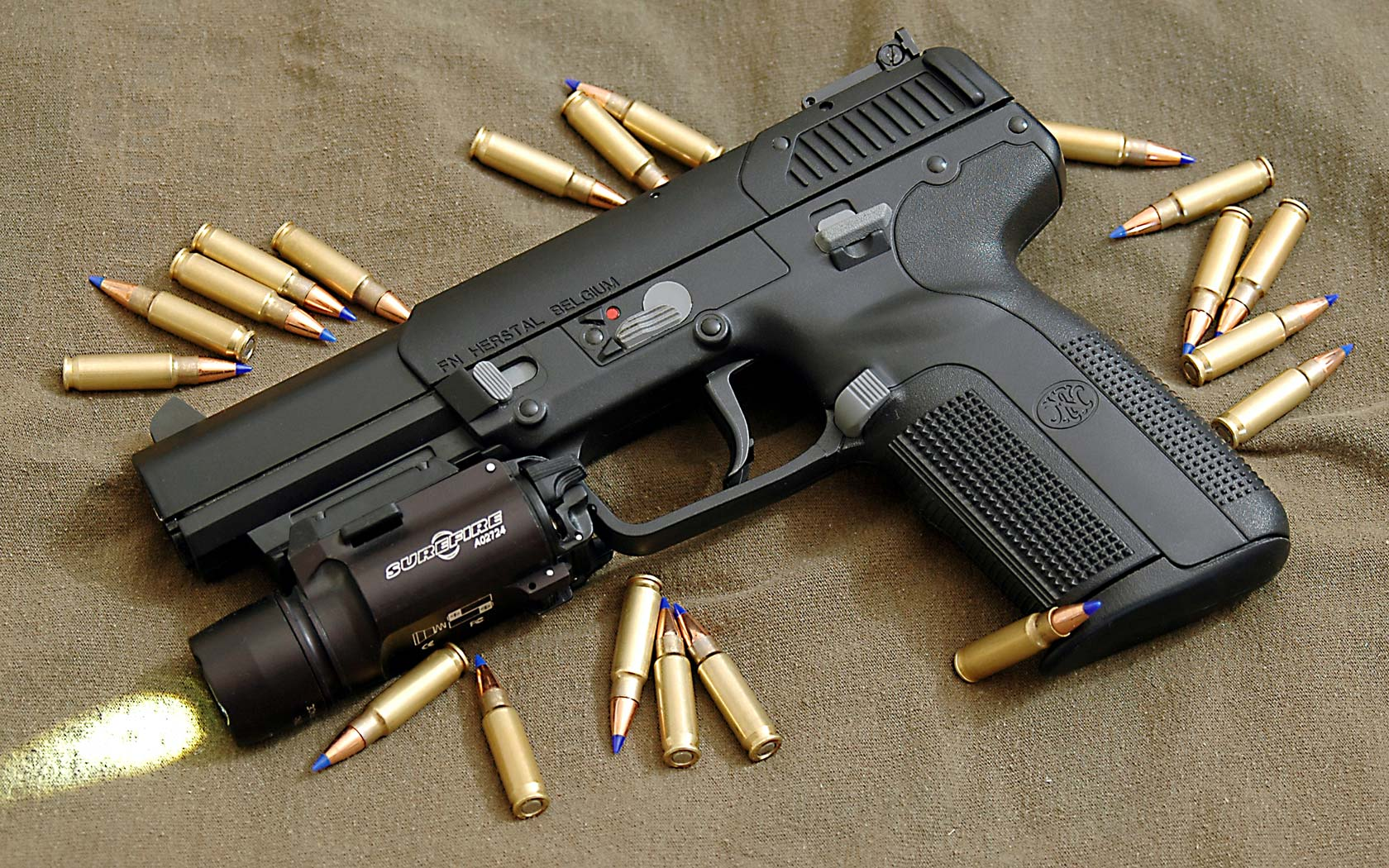
Pistole Five-SeveN umgeben von Patronen 5,7 × 28 mm

Verschiedene Polizeibehörden in den Vereinigten Staaten von Amerika verwenden Waffen im Kaliber 5,7 × 28 mm. In diesem Zusammenhang wurde mehrfach über dessen, verschiedentlich als nicht ausreichend bezeichnete, Mannstoppwirkung diskutiert. Weiterhin verwenden Spezialeinheiten des belgischen und niederländischen Militärs diese Munition. Insgesamt sollen 5,7-mm-Waffen an Polizeieinheiten und Militärs in etwa 20 Staaten verkauft worden sein.
Bei der Geiselbefreiung in der japanischen Botschaft in Lima im Jahr 1997 wurde Munition des Kalibers 5,7 × 28 mm eingesetzt. Damals drangen die ersten Teams mit FN P90 ein, die mit Schalldämpfern und Laser-Zielpunktprojektoren ausgerüstet waren. Das Ergebnis der Aktion war die Befreiung der verbliebenen 72 Geiseln und der Tod der 14 Geiselnehmer der Movimiento Revolucionario Túpac Amaru.

## Gesetzeslage
Während diejenigen Munitionssorten, die nicht auf das Durchschlagen von Schutzwesten ausgelegt sind, in vielen Staaten legal erworben werden können, hat die Bundesrepublik Deutschland mit dem Gesetz zur Änderung des Waffengesetzes und weiterer Vorschriften (WaffGuaÄndG) vom 26. März 2008 generell alle modernen mehrschüssigen Kurzwaffen für verboten erklärt, die für Zentralfeuermunition in Kalibern unter 6,3 mm eingerichtet sind. Damit ist es deutschen Sportschützen und Jägern nicht mehr möglich, Kurzwaffen für diese Munition zu erwerben.

## Ähnliche Entwicklungen

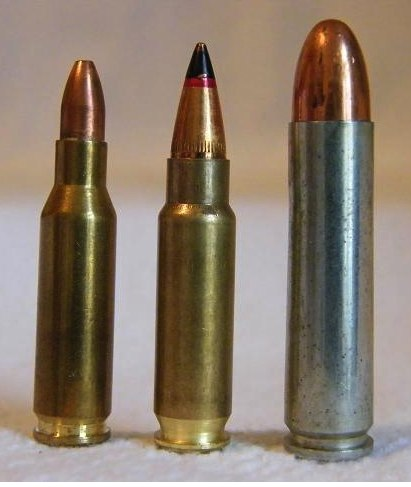
4,6 × 30 mm, 5,7 × 28 mm, .30 Carbine im Vergleich

Neben der Patrone 5,7 × 28 mm gibt es weltweit weitere Projekte, die auf eine kleine, leichte und penetrationsstarke Munition als Ersatz für bestehende Munitionssorten abzielen. Hierzu gehört die von Bill Alexander erdachte und von Civil Defence Supply (CDS) fertig entwickelte .224 BOZ. Als Modifikation der Hülse der Patrone 10 mm Auto nutzt sie ein Geschoss im Kaliber 5,56 mm bei einer Patronenlänge von 32,5 mm. Damit ist die Patrone von den Abmessungen her in vielen bestehenden Waffen einsetzbar.
Die .224 VOB wurde von dem Tschechen Petr Voboril für die Schweizer Martin Tuma Engineering (MTE) entwickelt. Grundlage war die Patrone 7,62 × 25 mm Tokarew. Ähnlich gebaut wie die .224 BOZ ist die Patrone um fast einen Millimeter dünner, was eine größere Magazinkapazität erlaubt. Ein etwa 3 g schweres Geschoss soll eine Mündungsenergie von über 750 Joule erreichen.
Die von Heckler & Koch entwickelte 4,6 × 30 mm basiert noch auf Überlegungen aus der Zeit des G11, als eine hülsenlose Patrone im Kaliber 4,73 × 33 mm mit 2,7-g-Geschoss produziert werden sollte. Die Patrone 5,7 × 28 mm ist etwas leistungsstärker als die Patrone 4,6 × 30 mm, verliert jedoch auf Grund der Querschnittsbelastung mehr Energie. So durchschlagen beide Patronen auf eine Entfernung von 100 m noch 1,6 mm Titanblech und 20 Lagen Kevlar, jedoch hat die 4,6 × 30 mm dann noch eine Restenergie von 115 Joule, die 5,7 × 28 mm etwa 65 Joule.

## Kritik
Im Zusammenhang mit der Patrone 5,7 × 28 mm, aber auch PDW-Munition generell, werden immer wieder zwei Punkte kontrovers diskutiert. Dieses sind die Vereinbarkeit mit Artikel 23 der Haager Landkriegsordnung und die Mannstoppwirkung im Polizeieinsatz.
Artikel 23 der Haager Landkriegsordnung besagt in seiner aktuell gültigen Fassung, dass eine Munition kein „unnötiges Leid“ hervorrufen soll. Die Patentschrift für das Geschoss der SS90-Patrone greift die ursprüngliche Fassung des Textes auf und hebt hervor, dass sich das Geschoss im menschlichen Körper nicht deformiert und nicht zerlegt. Damit entspricht sie formaljuristisch der Haager Landkriegsordnung. Die Kritik an der Munition rührt nunmehr daher, dass sich die Geschosse der Patrone 5,7 × 28 mm in weichen Medien überschlagen. Dadurch entsteht ein weitaus größerer Wundkanal als bei im Militärdienst üblichen Vollmantelpatronen mit Bleikern, die einen Körper in der Regel gradlinig durchschlagen. Die Wunden sind also ähnlich groß, als wenn es sich um Deformationsmunition handeln würde. Gegner von Handfeuerwaffen argumentieren: „Dieser Umstand zeigt, dass den Projektbeteiligten die völkerrechtliche Verantwortung sehr wohl bewusst ist, während sie die daraus folgenden ethisch-moralischen Grenzen ignorieren.“
Die für das Überschlagen in Weichzielen eingerichtete Patrone SS90 wird jedoch nicht hergestellt. Das Nachfolgemodell, die Patrone SS190, ist gleich aufgebaut wie die Patrone SS109 (belgische Version der Patrone 5,56 × 45 mm NATO). Bereits Ende der 1960er Jahre gab es aber auch bei Geschossen dieser Bauart Vorwürfe, die Geschosse würden in Weichzielen dazu neigen, instabil zu werden.
Mit dem Einsatz der Munition in den Vereinigten Staaten von Amerika kam dort eine Diskussion darüber auf, ob die Mannstoppwirkung ausreicht. Das FBI fordert in seinen Vorschriften eine Mindesteindringtiefe in ballistischer Gelatine von 30 cm. Diesen Wert erreicht in der Regel die Munition nicht, jedoch ist die Energieabgabe prozentual höher als bei beispielsweise Vollmantelgeschossen im Kaliber 9 × 19 mm. Eine abschließende Studie hierzu ist noch nicht bekannt.